# Tuff Sax
Tuff - Sax Ace Cannon His Alto Sax – album muzyczny amerykańskiego saksofonisty Ace'a Cannona.
Nagrania zostały zarejestrowane podczas sesji 31 stycznia i 1 lutego 1962 w The Royal Recording Studios, w Memphis.
Saksofoniście towarzyszyła grupa muzyków, z którymi stale współpracował. Płyta została wydana w wersji mono- i stereofonicznej przez Hi Records (monofoniczny HiHL 12007, stereo SHL 32007).

## Muzycy
- "Ace" Cannon – saksofon altowy
- Carl Simmons – gitara
- Jesse Carter – kontrabas
- Kenneth Earwood – perkusja
- Charles Eldred – organy, fortepian

## Lista utworów
Strona A
| 1. | "Tuff" (Ace Cannon 1 ) | 2:01  |
|    | |       |
| 2. | "Trouble in Mind" (Richard M. Jones) | 2:05  |
|    | |       |
| 3. | "St. Louis Blues" (W.C. Handy) | 2:20  |
|    | |       |
| 4. | "Wabash Blues" (Fred Meinken, Dave Ringle)                                                                                              | 2:12  |
|    | |       |
| 5. | "Basin Street Blues" (Spencer Williams)                                                                                                 | 2:21  |
|    | |       |
| 6. | "Cannonball" (Ace Cannon 2) | 2:14  |
|    | 1 w późniejszych wydaniach dodane nazwisko Billa Justisa. 2 w późniejszych wydaniach jako autorzy występują Duane Eddy i Lee Hazlewood. |       |
|    | | 13:13 |
|    | |       |
Strona B
| 7.  | "Blues In My Heart" (Jenny Lou Carson, Red Foley 3)                           | 2:22  |
|     |                                                                               |       |
| 8.  | "Blues (Stay Away From Me)" (R. Delmore, A. Delmore, Raney, Glover)           | 2:22  |
|     |                                                                               |       |
| 9.  | "The Lonesome Road" (Gene Austin, Nat Shilkret)                               | 2:13  |
|     |                                                                               |       |
| 10. | "Careless Love" (trad. arr. Ace Cannon)                                       | 2:14  |
|     |                                                                               |       |
| 11. | "Kansas City" (Jerry Leiber, Mike Stoller)                                    | 2:13  |
|     |                                                                               |       |
| 12. | "I've Got a Woman" (Ray Charles)                                              | 3:05  |
|     | 3 w późniejszych wydaniach jako autorzy występują Benny Carter, Irving Mills. |       |
|     |                                                                               | 14:29 |
|     |                                                                               |       |

## Informacje uzupełniające
- Produkcja, aranżacja – Carl McVoy
- Dyrekcja artystyczna – Joe Cuoghi
- Tekst na okładce – Elton Whisenhunt
- Zawartość albumu i czasy trwania utworów w wydaniach późniejszych różnią się od podanych na tym albumie (w reedycji wydawnictwa Richmond z 1996 zawartość albumu w kilku miejscach się różni).